# 斎藤仁作
斎藤 仁作（さいとう にさく、1953年10月26日 - 1987年4月26日）は日本中央競馬会の騎手。山形県出身。埼玉県立与野高等学校卒業。古賀一隆厩舎に所属していた。

## 来歴
1978年に騎手デビュー。同期には安藤賢一現調教助手や嘉堂信雄現調教助手、田原成貴元騎手、昆貢現調教師らがいる。
平地競走初騎乗は1978年4月16日、中山競馬第5競走のカワイオーザで、15頭立ての2着。
障害競走初勝利は1978年9月10日の東京競馬第3競走のバロンスポートで挙げた。
1987年4月26日の東京競馬場での障害未勝利戦でグリーンイールに騎乗してのレース中、障害飛越の際に落馬し、東京都立府中病院に収容されるも、脳挫傷、肋骨骨折、右肺血胸のため、その日のうちに死去。33歳没。

## 現役騎手時代の戦績
- 平地：378戦7勝
- 障害：136戦2勝

### 主な騎乗馬
- サユリ（1986年湯沢特別）